# Reprezentacja Anglii w hokeju na trawie mężczyzn
Reprezentacja Anglii w hokeju na trawie mężczyzn jest jednym z najsilniejszych zespołów na świecie. Zdobyła w swej historii jedno zwycięstwo Igrzysk Olimpijskich, tytuł wicemistrza świata i złoty medal Mistrzostw Europy.
Reprezentacja Anglii wielokrotnie także występowała w Champions Trophy, zajmując 2. miejsce w swym najlepszym występie w 2010 roku.

## Osiągnięcia

### Igrzyska olimpijskie
- 1. miejsce – 1908

### Mistrzostwa świata
- nie startowała – 1971
- 6. miejsce – 1973
- 6. miejsce – 1975
- 7. miejsce – 1978
- 9. miejsce – 1982
- 2. miejsce – 1986
- 5. miejsce – 1990
- 6. miejsce – 1994
- 6. miejsce – 1998
- 7. miejsce – 2002
- 5. miejsce – 2006
- 4. miejsce – 2010
- 4. miejsce – 2014
- 4. miejsce – 2018
- 5. miejsce – 2023

### Mistrzostwa Europy
- 6. miejsce – 1970
- 4. miejsce – 1974
- 3. miejsce – 1978
- 5. miejsce – 1983
- 2. miejsce – 1987
- 3. miejsce – 1991
- 3. miejsce – 1995
- 3. miejsce – 1999
- 3. miejsce – 2003
- 6. miejsce – 2005
- 5. miejsce – 2007
- 1. miejsce – 2009
- 3. miejsce – 2011
- 4. miejsce – 2013
- 4. miejsce – 2015
- 3. miejsce – 2017
- 5. miejsce – 2019
- 4. miejsce – 2021
- 2. miejsce – 2023
- 6. miejsce - 2025